# Gran Premio motociclistico dell'Indonesia 1996
Il Gran Premio motociclistico dell'Indonesia 1996 fu il secondo appuntamento del motomondiale 1996.
Si svolse il 7 aprile 1996 al Sentul International Circuit. È stata la prima edizione del Gran Premio svoltosi in Indonesia ed ha visto vincere: la Honda di Mick Doohan nella classe 500, Tetsuya Harada nella classe 250 e Masaki Tokudome nella classe 125.

## Classe 500

### Arrivati al traguardo
| Pos. | Nº | Pilota            | Squadra                 | Motocicletta  | Giri | Tempo     | Griglia | Punti |
| ---- | -- | ----------------- | ----------------------- | ------------- | ---- | --------- | ------- | ----- |
| 1    | 1  | Mick Doohan       | Repsol Honda            | Honda         | 30   | 42:50.798 | 1       | 25    |
| 2    | 7  | Alex Barros       | Honda Pileri            | Honda         | 30   | +3.227    | 6       | 20    |
| 3    | 65 | Loris Capirossi   | Marlboro Yamaha Rainey  | Yamaha        | 30   | +6.742    | 2       | 16    |
| 4    | 4  | Àlex Crivillé     | Repsol Honda            | Honda         | 30   | +7.428    | 9       | 13    |
| 5    | 24 | Carlos Checa      | Fortuna-Honda-Pons      | Honda         | 30   | +10.638   | 4       | 11    |
| 6    | 3  | Luca Cadalora     | Kanemoto Honda          | Honda         | 30   | +23.768   | 5       | 10    |
| 7    | 11 | Scott Russell     | Lucky Strike Suzuki     | Suzuki        | 30   | +30.754   | 11      | 9     |
| 8    | 12 | Jean-Michel Bayle | Marlboro Yamaha Roberts | Yamaha        | 30   | +33.081   | 7       | 8     |
| 9    | 9  | Norifumi Abe      | Marlboro Yamaha Roberts | Yamaha        | 30   | +37.094   | 13      | 7     |
| 10   | 17 | Alberto Puig      | Fortuna-Honda-Pons      | Honda         | 30   | +37.135   | 8       | 6     |
| 11   | 15 | Doriano Romboni   | IP Aprilia Racing       | Aprilia       | 30   | +1:03.934 | 10      | 5     |
| 12   | 13 | Jeremy McWilliams | Qub Team Optimum        | ROC Yamaha    | 30   | +1:07.139 | 15      | 4     |
| 13   | 41 | Shin'ichi Itō     | Repsol Honda            | Honda         | 30   | +1:08.088 | 12      | 3     |
| 14   | 27 | Frédéric Protat   | Soverex FP Racing       | ROC Yamaha    | 29   | +1 giro   | 18      | 2     |
| 15   | 19 | Sean Emmett       | Harris Grand Prix       | Harris Yamaha | 29   | +1 giro   | 21      | 1     |
| 16   | 16 | Laurent Naveau    | ELC Lease ROC           | ROC Yamaha    | 29   | +1 giro   | 17      |       |
| 17   | 20 | Toshiyuki Arakaki | Padgetts Racing         | Yamaha        | 29   | +1 giro   | 16      |       |
| 18   | 18 | James Haydon      | W.C.M.                  | ROC Yamaha    | 29   | +1 giro   | 19      |       |

### Ritirati
| Nº | Pilota          | Squadra        | Motocicletta | Giri | Griglia |
| -- | --------------- | -------------- | ------------ | ---- | ------- |
| 14 | Adrian Bosshard | Elf 500 Roc    | Elf 500      | 21   | 23      |
| 8  | Juan Borja      | Elf 500 Roc    | Elf 500      | 18   | 14      |
| 22 | Lucio Pedercini | Team Pedercini | ROC Yamaha   | 18   | 22      |
| 6  | Tadayuki Okada  | Repsol Honda   | Honda        | 3    | 3       |
| 23 | Eugene McManus  | Millar Racing  | Yamaha       | 3    | 20      |

### Non partito
| Nº | Pilota              | Squadra    | Motocicletta | Griglia |
| -- | ------------------- | ---------- | ------------ | ------- |
| 51 | Jean Pierre Jeandat | Team Paton | Paton        | 24      |

## Classe 250

### Arrivati al traguardo
| Pos. | Nº | Pilota                   | Squadra                 | Motocicletta | Giri | Tempo     | Griglia | Punti |
| ---- | -- | ------------------------ | ----------------------- | ------------ | ---- | --------- | ------- | ----- |
| 1    | 31 | Tetsuya Harada           | Marlboro Yamaha Rainey  | Yamaha       | 28   | 42:13.486 | 1       | 25    |
| 2    | 1  | Max Biaggi               | Chesterfield Aprilia    | Aprilia      | 28   | +1.809    | 2       | 20    |
| 3    | 3  | Ralf Waldmann            | HB Honda Germany        | Honda        | 28   | +12.658   | 3       | 16    |
| 4    | 7  | Luis d'Antín             | MX Onda-S.S.P. Comp.    | Honda        | 28   | +22.728   | 7       | 13    |
| 5    | 6  | Nobuatsu Aoki            | Rheos Molenaar Racing   | Honda        | 28   | +22.772   | 4       | 11    |
| 6    | 11 | Jürgen Fuchs             | HB Honda Germany        | Honda        | 28   | +24.407   | 5       | 10    |
| 7    | 10 | Tōru Ukawa               | Benetton Honda          | Honda        | 28   | +24.410   | 8       | 9     |
| 8    | 19 | Olivier Jacque           | Chesterfield Elf Tech 3 | Honda        | 28   | +31.935   | 6       | 8     |
| 9    | 27 | Sebastián Porto          | PR2 Aprilia YPF-Esco    | Aprilia      | 28   | +36.964   | 11      | 7     |
| 10   | 5  | Jean-Philippe Ruggia     | Chesterfield Elf Tech 3 | Honda        | 28   | +39.456   | 9       | 6     |
| 11   | 14 | Eskil Suter              | Mohag Aprilia           | Aprilia      | 28   | +53.758   | 10      | 5     |
| 12   | 12 | Jurgen van den Goorbergh | M.Q.P. Racing           | Honda        | 28   | +1:02.343 | 13      | 4     |
| 13   | 20 | Luca Boscoscuro          | Scuderia AGV            | Aprilia      | 28   | +1:05.358 | 20      | 3     |
| 14   | 25 | Davide Bulega            | Team Italia             | Aprilia      | 28   | +1:05.654 | 19      | 2     |
| 15   | 9  | Yasumasa Hatakeyama      | Fcc Technical Sports    | Honda        | 28   | +1:16.014 | 16      | 1     |
| 16   | 55 | Régis Laconi             | Tecmas Grand Prix       | Honda        | 28   | +1:26.536 | 28      |       |
| 17   | 16 | Sete Gibernau            | Axo San Patrignano      | Honda        | 28   | +1:30.048 | 21      |       |
| 18   | 15 | Gianluigi Scalvini       | Team Pileri             | Honda        | 27   | +1 giro   | 25      |       |
| 19   | 22 | Oliver Petrucciani       | Mohag Aprilia           | Aprilia      | 27   | +1 giro   | 18      |       |
| 20   | 28 | Cristophe Cogan          | Team AJP                | Honda        | 27   | +1 giro   | 27      |       |

### Ritirati
| Nº | Pilota               | Squadra                | Motocicletta | Giri | Griglia |
| -- | -------------------- | ---------------------- | ------------ | ---- | ------- |
| 29 | Osamu Miyazaki       | Edo Racing             | Aprilia      | 20   | 17      |
| 21 | Massimo Ottobre      | FGF Guidotti           | Aprilia      | 15   | 12      |
| 41 | Jamie Robinson       | Docshop Racing         | Aprilia      | 11   | 15      |
| 8  | Cristiano Migliorati | Axo San Patrignano     | Honda        | 6    | 23      |
| 23 | Christian Boudinot   | Promoto Sport          | Aprilia      | 5    | 24      |
| 18 | Roberto Locatelli    | Nastro Azzurro Aprilia | Aprilia      | 3    | 14      |
| 26 | Takeshi Tsujimura    | Fcc Technical Sports   | Honda        | 1    | 22      |
| 96 | José Barresi         | Marlboro Venemotos     | Yamaha       | 1    | 29      |
| 30 | José Luis Cardoso    | Sherry Repsol Aprilia  | Aprilia      | 1    | 26      |

## Classe 125

### Arrivati al traguardo
| Pos. | Nº | Pilota            | Squadra                 | Motocicletta | Giri | Tempo     | Griglia | Punti |
| ---- | -- | ----------------- | ----------------------- | ------------ | ---- | --------- | ------- | ----- |
| 1    | 7  | Masaki Tokudome   | Ditter Plastic          | Aprilia      | 26   | 41:38.797 | 3       | 25    |
| 2    | 1  | Haruchika Aoki    | Rheos Molenaar Racing   | Honda        | 26   | +0.099    | 1       | 20    |
| 3    | 10 | Peter Öttl        | Marlboro-Aprilia-Eckl   | Aprilia      | 26   | +7.359    | 2       | 16    |
| 4    | 5  | Dirk Raudies      | HB Team Raudies         | Honda        | 26   | +19.491   | 4       | 13    |
| 5    | 55 | Jorge Martínez    | Airtel-Aspar            | Aprilia      | 26   | +22.321   | 8       | 11    |
| 6    | 12 | Noboru Ueda       | Docshop Racing          | Honda        | 26   | +24.197   | 7       | 10    |
| 7    | 8  | Tomomi Manako     | UGT Europa              | Honda        | 26   | +24.325   | 5       | 9     |
| 8    | 6  | Stefano Perugini  | Nastro Azzurro Aprilia  | Aprilia      | 26   | +31.260   | 6       | 8     |
| 9    | 4  | Akira Saitō       | Docshop Racing          | Honda        | 26   | +33.357   | 11      | 7     |
| 10   | 21 | Andrea Ballerini  | Team Italia             | Aprilia      | 26   | +33.799   | 12      | 6     |
| 11   | 46 | Valentino Rossi   | Scuderia AGV            | Aprilia      | 26   | +34.140   | 18      | 5     |
| 12   | 13 | Lucio Cecchinello | Honda Team GP3          | Honda        | 26   | +41.543   | 14      | 4     |
| 13   | 26 | Ivan Goi          | Cepsa Effeuno Matteoni  | Honda        | 26   | +41.706   | 23      | 3     |
| 14   | 2  | Kazuto Sakata     | Krona-Aprilia           | Aprilia      | 26   | +51.169   | 21      | 2     |
| 15   | 23 | Frédéric Petit    | Team RMS                | Honda        | 26   | +51.445   | 16      | 1     |
| 16   | 17 | Darren Barton     | Ditter Plastic          | Aprilia      | 26   | +55.425   | 24      |       |
| 17   | 24 | Jaroslav Huleš    | Team Pileri             | Honda        | 26   | +59.542   | 15      |       |
| 18   | 37 | Paolo Tessari     | Team Pileri             | Honda        | 26   | +1:00.279 | 22      |       |
| 19   | 36 | Josep Sardá       | Mobil 1-TNT-LB Racing   | Honda        | 26   | +1:07.873 | 25      |       |
| 20   | 61 | Petrus Canisius   | Yamaha Indonesia Racing | Yamaha       | 25   | +1 giro   | 31      |       |
| 21   | 60 | Achmad Jayadie    | Yamaha Indonesia Racing | Yamaha       | 25   | +1 giro   | 30      |       |

### Ritirati
| Nº | Pilota               | Squadra                 | Motocicletta | Giri | Griglia |
| -- | -------------------- | ----------------------- | ------------ | ---- | ------- |
| 15 | Manfred Geissler     | Marlboro-Aprilia-Eckl   | Aprilia      | 24   | 10      |
| 27 | Gabriele Debbia      | Biesse Semprucci Debbia | Yamaha       | 17   | 19      |
| 72 | Garry McCoy          | Scuderia Alfa Bieffe    | Aprilia      | 16   | 9       |
| 3  | Emilio Alzamora      | Cepsa Effeuno Matteoni  | Honda        | 13   | 13      |
| 35 | Loek Bodelier        | Mobil 1-TNT-LB Racing   | Honda        | 11   | 28      |
| 88 | Ángel Nieto Jr       | Airtel-Aspar            | Aprilia      | 6    | 29      |
| 25 | David de Gea         | Axo San Patrignano      | Honda        | 6    | 20      |
| 14 | Yoshiaki Katō        | Yamaha Kurz             | Yamaha       | 3    | 17      |
| 30 | Stefano Cruciani     | Krona-Aprilia           | Aprilia      | 3    | 26      |
| 41 | José Antonio Ramirez | Yamaha Kurz             | Yamaha       | 3    | 27      |